# 疾風乱舞 -EPISODE II-
『疾風乱舞 -EPISODE II-』（しっぷうらんぶ エピソード ツー）はDA PUMPの5枚目のオリジナル・アルバム。2004年7月7日に発売された。

## 概要
前作『The NEXT EXIT』から2年半ぶりとなる通算5枚目のアルバム。
m.c.A・Tのプロデュースを離れて初めて発売されたアルバム。完全セルフ・プロデュースで、ほとんどの楽曲の演奏もメンバーだけで行った。
先行シングル「Night Walk」「GET ON THE DANCE FLOOR」収録。
メンバー全員の本作の全曲セルフライナーノーツをWEBに記載しており本作制作過程・各曲ごとの詳細を知ることが出来る。
アルバム的に全ての感情は母なる地球を感じる海に戻って行く設定で作られている。

## 収録曲

### CD
作詞,作曲,編曲：DA PUMP（特記以外）
1. 亜流NOISE (5:01)[1]
  - 当初、「亜流NOISE」とは全く違う曲名だったが、作業中の会話を経て「亜流NOISE」に決めた[2]。
2. 琉STYLE (3:27)[1]
  - 19thシングル「Circle of Life」のカップリング。
3. You are the“ONE” (4:59)[1]
  - 本楽曲テーマが当初の「勘違い男の振られ話」から「切ない内容」に変更された[2]。
4. Night Walk (4:44)[1]
  - 編曲：KEIJI MATSUMOTO
  - 18thシングル。
5. Silent Rain (7:07)[1]
  - ISSAが制作した楽曲。これまでのDA PUMPにはないアダルト・コンテンポラリーの仕上がりになった[2]。
6. Caliente Baile (4:24)[1]
  - 編曲：KEIJI MATSUMOTO,DA PUMP
7. GET ON THE DANCE FLOOR (4:59)[1]
  - 作曲：DA PUMP,SOTARO@ZZ　編曲：ZZ
  - 20thシングル。日本テレビ「AX MUSIC-TV」AX POWER PLAY 057
8. Riddim to Go (3:29)[1]
  - ISSAとYUKINARIが作曲[2]。
9. Make it hot '04 (4:23)[1]
  - 18thシングル「Night Walk」のカップリング「Make it hot」をYUKINARIがアルバム・ヴァージョン用に作り直した[2]。
10. Cross Over (4:35)[1]
  - 編曲：KEIJI MATSUMOTO,DA PUMP
  - 当初の曲構成で何度も録音するが納得いくものが得られず、録音過程で色々なメロディが浮かび、完成までの時間が相当かかった楽曲[2]。
11. Your Song (5:30)[1]
  - オルガンと三線を合わせようとSHINOBUが考えた曲[2]。
12. 轍-WADACHI- (5:40)[1]
  - アルバム楽曲であるがミュージック・ビデオが作られた。本作の初回限定盤同梱DVDに収録されている。
13. 波風-NAMIKAJI- (4:40)[1]
  - 大城美佐子・呉汝俊が参加[2]、最初の方に完成した楽曲の一つ[2]。

### DVD
1. 琉STYLE
2. Night Walk
3. 轍-WADACHI-
4. Making of 琉STYLE
5. Special Talk